# Euceroplatus congoensis
Euceroplatus congoensis är en tvåvingeart som först beskrevs av Tollet 1955.  Euceroplatus congoensis ingår i släktet Euceroplatus och familjen platthornsmyggor. Inga underarter finns listade i Catalogue of Life.